# Hymenophyllum denticulatum
Espèce
L'hymenophylle denticulée - Hymenophyllum denticulatum - est une fougère de la famille des Hyménophyllacées originaire d'Asie tropicale.
Nom chinois : 厚壁蕨
Nom vietnamien : Ráng màng răng

## Description
Cette espèce a les caractéristiques suivantes :
- son rhizome est long, filiforme et non pileux ;
- les frondes, de moins de dix centimètres de long sur deux à trois centimètres de large, comportent un limbe oblong ou lancéolé-oblong, divisé trois fois ;
- le pétiole est bordé sur tout son long de deux ailes cellulaires et mesure deux à quatre centimètres ;
- tout le bord du limbe et particulièrement des indusies des sores est irrégulièrement ondulé et dentelé, cette particularité étant à l'origine de l'épithète spécifique ;
- Les sores, solitaires, sont portés par l'extrémité d'un segment, majoritairement à la partie terminale du limbe ;
- l'indusie est formée deux lèvres de forme ronde à oblongue ;
- les grappes de sporanges sont complètement recouvertes par l'indusie, qui s'ouvre cependant à maturité.

Cette espèce a deux variété reconnues :
- Hymenophyllum denticulatum var. flaccidum (Bosch) C.B.Clarke : voir Hymenophyllum khasianum Baker[1]
- Hymenophyllum denticulatum var. neesii C.Chr. (1905) - Remplace l'homonyme Hymenophyllum dichotomum Nees & Blume de Hymenophyllum dichotomum Cav.

## Distribution
Cette espèce, plutôt épiphyte de forêts pluviales, est présente en Asie tropicale - Chine, Inde, Japon, Thaïlande, Vietnam - et dans les océans Indien et Pacifique - Indonésie, Polynésie -.

## Historique et position taxinomique
Hymenophyllum denticulatum a été de nombreuses fois déplacée dans la famille des Hyménophyllacées et illustre bien le jeu de piste des espèces de cette famille.
Cette espèce est décrite une première fois par Olof Peter Swartz en 1801.
En 1808, Jean Louis Marie Poiret la range dans le genre Trichomanes et crée à cette occasion un homonyme de Trichomanes denticulatum Burm.f. (i.e. : Davallia denticulata (Burm.f.) Mett. ex Kuhn).
Justus Carl Hasskarl la place dans le genre Didymoglossum en 1857 : Didymoglossum denticulatum (Sw.) Hassk..
En 1858, Roelof Benjamin van den Bosch la transfère dans le genre Leptocionium (genre décrit par Karel Bořivoj Presl) : Leptocionium denticulatum (Sw.) Bosch.
En 1905, Carl Frederik Albert Christensen la renomme dans le genre Hymenophyllum, sous-genre Leptocionium, section Chilodium.
En 1938, Edwin Bingham Copeland la place dans le genre Meringium : Meringium denticulatum (Sw.) Copel..
En 1968, Conrad Vernon Morton la replace dans le genre Hymenophyllum, sous-genre Hymenophyllum, section Ptychophyllum.
Enfin, en 2006, Atsushi Ebihara, Jean-Yves Dubuisson, Kunio Iwatsuki, Sabine Hennequin et Motomi Ito la conservent dans les mêmes genre et sous-genre, la section disparaissant.
Hymenophyllum denticulatum appartient au sous-genre Hymenophyllum.
Elle compte les synonymes suivants :
- Didymoglossum denticulatum (Sw.) Hassk.
- Hymenophyllum humile Nees & Blume
- Leptocionium denticulatum (Sw.) Bosch
- Meringium denticulatum (Sw.) Copel.
- Trichomanes denticulatum (Sw.) Poir.